# Notre-Dame-de-l’Isle
Notre-Dame-de-l’Isle ist eine französische Gemeinde mit 643 Einwohnern (Stand: 1. Januar 2022) im Département Eure in der Region Normandie. Sie gehört zum Arrondissement Les Andelys und zum Kanton Les Andelys. Die Einwohner werden Islois genannt.

## Nachbargemeinden
Notre-Dame-de-l’Isle liegt etwa 51 Kilometer südöstlich von Rouen an der Seine.
Nachbargemeinden von Notre-Dame-de-l’Isle sind Port-Mort im Norden und Nordwesten, Hennezis im Norden und Nordosten, Mézières-en-Vexin im Nordosten, Vexin-sur-Epte im Osten und Nordosten, Pressagny-l’Orgueilleux im Süden und Südosten, La Chapelle-Longueville im Südwesten sowie Saint-Pierre-la-Garenne im Westen.

## Bevölkerungsentwicklung
| Jahr                      | 1962 | 1968 | 1975 | 1982 | 1990 | 1999 | 2006 | 2013 |
| Einwohner                 | 271  | 287  | 316  | 365  | 584  | 642  | 670  | 672  |
| Quelle: Cassini und INSEE |      |      |      |      |      |      |      |      |

## Sehenswürdigkeiten

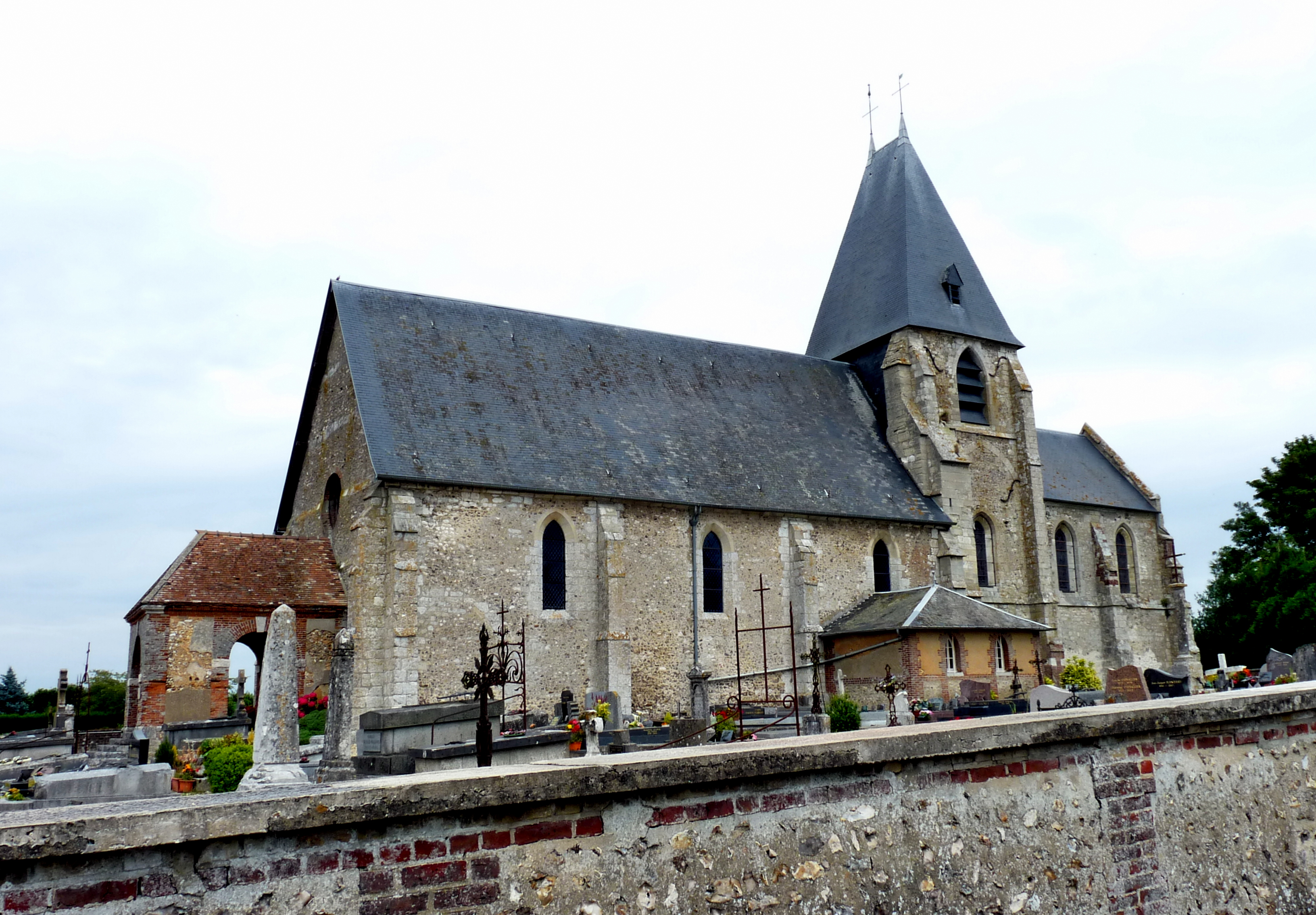
Kirche Saint-Martin

- Kirche Sainte-Geneviève, Monument historique
- Kirche Notre-Dame, Monument historique
- Festung, Monument historique
- Gutshof, Monument historique